# Баранова, Влада Вячеславовна
Вла́да Вячесла́вовна Бара́нова (род. 3 августа 1980, Ленинград, РСФСР, СССР) — российская лингвистка, кандидат исторических наук, специалист по социолингвистике, сохранению миноритарных языков, калмыцкому языку, языкам и идентичности греков Приазовья. Сотрудница отдела языков народов России Института лингвистических исследований РАН (2007—2022), преподавательница Высшей школы экономики (2007—2022) и Европейского университета в Санкт-Петербурге. Исследовательница языкового ландшафта на территории России.

## Биография
В 1997 году окончила Академическую гимназию и поступила на филологический факультет Санкт-Петербургского государственного университета. В 2003 году окончила магистратуру по этнологии в Европейском университете, до 2005 года обучалась там же в аспирантуре. В 2006 году под руководством Н. Б. Вахтина защитила кандидатскую диссертацию по теме «Греки Приазовья: язык и этническое самосознание» в Музее антропологии и этнографии РАН (официальные оппоненты Ф. А. Елоева и А. А. Новик).
Принимала участие в создании корпусов глоссированных текстов на малых языках России (нанайском, удэгейском и калмыцком) в рамках гранта РФФИ под руководством Е. В. Перехвальской, работала по индивидуальным грантам по темам «Языковая лояльность группы, конструирование этничности и проблема сохранения миноритарных языков на постсоветском пространстве» и «Множественная грамматикализация глагола речи в калмыцком языке». Участвовала в нескольких научных экспедициях в Калмыкию, Чувашию и другие регионы России, в Украину. В последние годы работает над проектом LinguaSnapp SPB — интерактивной картой языкового ландшафта Санкт-Петербурга, разработанной совместно с Манчестерским университетом. Вела курсы по социолингвистике, языковой политике, многоязычию в городской среде в нескольких[уточнить] вузах Петербурга. В 2019 году участвовала в подготовке и проведении Петербургского фестиваля языков.